# Cervus canadensis roosevelti
Il wapiti di Roosevelt ( Cervus canadensis roosevelti) è un cervide diffuso nelle foreste canadesi e statunitensi della regione detta Pacific Northwest,ovvero le regioni costiere occidentali delle due nazioni; esso fu introdotto nelle isole Afognak e Rasperry dell'Alaska nel 1928.
Esso è il più grande delle quattro sottospecie di wapiti.
Il desiderio di proteggere questo cervide fu uno dei motivi che concorsero alla creazione del Mount Olympus National Monument (successivamente Olympic National Park) nel 1909..

## Descrizione
L'altezza degli adulti va dagli 75–150 cm. al garrese e sono lunghi generalmente dai 180 ai 300 cm.
I maschi pesano normalmente tra i 300 e i 500 kg, mentre il peso dell'altro sesso è di 260–285 kg. Alcuni esemplari eccezionalmente grandi nelle isole di Afognak e Raspberry sono arrivati a pesare 600 kg..
Dall'inizio della primavera all'inizio dell'autunno i wapiti di Roosevelt si nutrono di erba e Ciperacee. Durante l'inverno, quando questo cibo viene a mancare, basano la loro dieta su arbusti come il sambuco e varie specie di bacche.
I wapiti sono la preda preferita di lupi e puma.

## Durata della vita
I wapiti di Roosevelt in natura non vivono più di 12-15 anni, sebbene si siano registrati casi di animali in cattività che sono vissuti per oltre 25 anni.